# Cratere Amastrus
Amastrus è un cratere presente sulla superficie di Dione, uno dei satelliti di Saturno; deve il nome ad Amastro, un troiano vittima di Camilla.